# Get It Together
Get It Together è un brano del gruppo musicale statunitense The Jackson 5 estratto nell'agosto 1973 come primo singolo dall'album G.I.T.: Get It Together, dello stesso anno.

## Tracce
1. Get It Together – 2:47 (Berry Gordy Jr, Don Fletcher, Hal Davis, Jerry Marcellino, Mel Larson)
2. Touch (cover dell'omonimo brano delle Supremes) – 3:01 (Sawyer, Wilson)